# Boston-Marathon 1966
| 70. Boston-Marathon    | 70. Boston-Marathon        |
| ---------------------- | -------------------------- |
| Stadt                  | Boston, Vereinigte Staaten |
| Datum                  | 19. April 1966             |
| Distanz                | 42,195 Kilometer           |
| Sieger                 |                            |
| Männer                 | Kenji Kimihara (2:17:11 h) |
| Frauen                 | Roberta Gibb (3:21:40 h)   |
| ← Boston-Marathon 1965 | Boston-Marathon 1967 →     |
| Website                | Offizielle Website         |

Der Boston-Marathon 1966 war die 70. Ausgabe der jährlich stattfindenden Laufveranstaltung in Boston, Vereinigte Staaten. Der Marathon fand am 19. April 1966 statt.
Bei den Männern gewann Kenji Kimihara in 2:17:11 h und bei den Frauen Roberta Gibb in 3:21:40 h.

## Ergebnisse

### Männer
| Platz | Athlet           | Land               | Zeit (h) |
| ----- | ---------------- | ------------------ | -------- |
| 01    | Kenji Kimihara   | Japan              | 2:17:11  |
| 02    | Seiichiro Sasaki | Japan              | 2:17:24  |
| 03    | Tōru Terasawa    | Japan              | 2:17:46  |
| 04    | Hirokazu Okabe   | Japan              | 2:18:11  |
| 05    | Norman Higgins   | Vereinigte Staaten | 2:18:26  |
| 06    | Dave Ellis       | Kanada             | 2:19:47  |
| 07    | Tom Laris        | Vereinigte Staaten | 2:21:44  |
| 08    | Rob Scharf       | Vereinigte Staaten | 2:22:15  |
| 09    | Ron Daws         | Vereinigte Staaten | 2:24:27  |
| 10    | Kim Bong-nae     | Südkorea           | 2:24:44  |

### Frauen
| Platz | Athletin     | Land               | Zeit (h) |
| ----- | ------------ | ------------------ | -------- |
| 01    | Roberta Gibb | Vereinigte Staaten | 3:21:25  |